# قلعه سیب سوران
قلعه سیب دژی مربوط به دوره قاجار است که در استان سیستان و بلوچستان، شهرستان سیب و سوران، شهر سیب جای گرفته است. این اثر با نام قلعه سیب در تاریخ ۱۸ مهر ۱۳۷۵ با شمارهٔ ثبت ۱۷۵۱ به‌عنوان یکی از آثار ملی ایران به ثبت رسیده است.

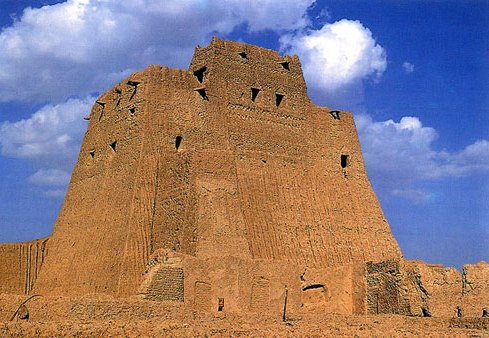
نمایی از قلعهٔ سب

## تاریخچه
کلا kala(قلعه) ی سیب اثر تاریخی و گردشگری در استان سیستان و بلوچستان است که حائز اهمیت می‌باشد. قلعهٔ سیب مرکز حکمرانی نواحی دور و نزدیک شهرستان سراوان از قبیل کنت ، سوران، زابلی، پسکوه،و… بوده‌است و در ادوار مختلف از لحاظ سیاسی اهمیت داشته‌است. به‌طوری‌که طبق اسناد موجود، اولین منطقه در شرق بلوچستان که نیروهای ناصرالدین شاه در سال ۱۲۵۷ جهت کنترل منطقه به آنجا گسیل شدند، قلعهٔ سب بود. (سپاهی؛ بلوچستان در عصر قاجار)
قلعهٔ سیب زیباترین و بلندترین بنای خاکی کشور می‌باشد. گویا شروع بنای قلعه در دورهٔ ایلخانان به وسیلهٔ طایفهٔ هوت بوده‌است.(شواهد محلی و از آثار به جا مانده)
قلعه در طول حکم رانی حکام، حداقل سه بار تعمیر شده و بناهایی به آن اضافه شده و اکنون بدین صورت وجود دارد. بنای  قلعه بر روی صخره‌ای کم ارتفاع انجام شده که نیاز به پی کنی را برطرف کرده پایه‌های آن را در زمین محکم نگه می‌دارد. اضلاع بنا در قاعده ۳۱ غربی و۲۹ جنوبی می‌باشد که زیربنای آن حدود۹۰۰ متر به دست می‌آید. البته هر چه ارتفاع آن افزایش می‌یابد، اضلاع آن کوچک‌تر می‌شوند تا نهایتاً در قله، ضلع غربی به ۱۹و ضلع شرقی به ۱۸متر می‌رسد.
ارتفاع قلعه در حال حاضر از ضلع جنوبی ۲۳ متر می‌باشد که تنها در دو طبقهٔ آن اتاق‌سازی صورت گرفته‌است. بدین صورت که بیشتر ارتفاع آن از سطح زمین به وسیلهٔ خاک (در اصطلاح بلوچی "بار") پر شده و تنها یک راه رو جهت صعود و چاهی که جهت دست رسی ساکنان قلعه به آب در دل صخره ایجاد شده، خاک ریزی نشده‌است. اطراف این چاه تا ارتفاع ۱۰ متری سنگ چینی شده تا در طبقهٔ اول قلعه مورد استفاده قرار گیرد. حتی می‌گویند تونلی به طرف پایین وجود داشته که به ته چاه می‌رسیده و کف آن لای روبی می‌شده‌است که اکنون محو شده‌است. (شواهد محلی؛ جهانگیر)
همان‌طور که اشاره شد، کل بنایی که اکنون مشاهده می‌شود به یک باره بنا نگردیده‌است و هر حاکمی در دوران فرمان‌روایی خود قسمتی به آن افزوده و در آن می‌زیسته‌است.
طبقهٔ دوم مجموعاً دارای ۶ اتاق می‌باشد که مساحت آن‌ها با هم بر حسب کاربرد بسیار متفاوت است. اولین اتاق، در واقع سالنی است که در قسمت غربی، توسط "میرمحمود خان" ساخته شده که بعدها به عنوان اتاق جلسات خصوصی مورد استفاده قرار می‌گرفته‌است. در اغلب اتاق‌ها تاقچه‌هایی (به اصطلاح بلوچی "دریگ") ایجاد شده و به عنوان گاوصندوق از آن‌ها بهره می‌گرفته‌اند. جالب این که در قسمت جنوب شرقی اتاق چنین تاقچه‌ای ایجاد شده اما داخل دیوار پله می‌خورد و یکی دو متر بالاتر به یک شکاف دیگر منتهی می‌شود که گویا هنگام جلسات، یک نفر به عنوان جاسوس به صورت مخفیانه در آن قرار می‌گرفته تا از سوء قصد به شاه در جلسات و دیگر موارد مشابه جلوگیری کند و نظارت بهتر داشته باشد.
اتاق دوم توسط « یوسف خان» در قسمت شمال شرقی ساخته شده و در کنار آن اتاقی دیگر توسط «محمد عمر خان» در جنوب آن بنا شده که راه تونل مانند جهت صعود به طبقهٔ دوم به گونه‌ای مخفی در آن تعبیه شده‌است که از لحاظ امنیتی در هنگام جنگ اهمیت فراوان دارد و می‌توان گفت حتی کسانی که یکی-دو بار داخل قلعه رفته باشند، نیز برای پیدا کردن راه پله دچار مشکل می‌شوند!
در قسمت شمالی، یک اتاق طویل وجود دارد که به عنوان آشپزخانه کاربرد داشته و در سمت راست و انتهای آشپزخانه یک راه رو وجود دارد که به یک دست شویی سنتی منتهی می‌شود که مخصوص بانوان بوده‌است و جالب اینکه در قسمت مقابل آن یعنی جنوب غربی، راهی باریک و طویل وجود دارد که نهایتاً به یک دست شویی مردانه می‌رسد. زایده‌ای که از نمای جنوب شرقی قلعه رؤیت می‌شود، دیوار بلند دست شویی می‌باشد. جالب توجه‌است که زیباترین نمای قلعه از جنوب شرقی آن قابل مشاهده‌است. سمت چپ کنار آشپزخانه اتاق کوچکی که انبار مواد غذایی و خرما بوده، و کنار آن هم یک تنور("ترون") وجود دارد.
در طبقهٔ دوم و فوقانی قلعه دو برجک در قسمت‌های شمال و جنوب آن مشاهده می‌شود که باعث زیبایی و ابهت خاص بنا شده‌است. البته نمای شمالی با جنوبی آن متفاوت است. در بقیهٔ قسمت‌های فوقانی، بنای خاصی وجود ندارد. به طبقهٔ دوم که صعود می‌کنیم، ابتدا به حیاط مانندی می‌رسیم که دارای دیوارهای تزیین شدهٔ یک متری می‌باشد و برای آفتاب‌گیری زمستانی و همچنین برای استراحت در شب‌های تابستانی بسیار مناسب است. نیز در هر قسمت از این حیاط‌ها که دو طرف شرقی و غربی و برخلاف جهت برجک‌ها قرار گرفته‌اند، سه محل برای دیده بانی و تیراندازی وجود دارد. این محل‌ها به تمام اطراف قلعه مشرف و مسلط هستند. از جانب شمال، خانه‌های کنار قلعه، دشت و نهایتاً کوه «آپاتان» دیده می‌شود، در شرق و غرب نیز بعد از حیاط اصلی، تمام روستا تا فاصلهٔ چند کیلومتری بعد از آن مشاهده می‌شود و بالاخره در قسمت جنوبی بناهای مخصوصی وجود دارد که به آن‌ها اشاره خواهیم کرد. بعد از این بناها باغ «دلارام» که سرسبزترین و معروف‌ترین باغ مناطق اطراف بوده و همچنین زمین‌های کشاورزی مردم عادی و نهایتاً کوه‌های کم ارتفاع صخره‌ای که رودخانهٔ فصلی «روتک» از آن می‌گذرد، دیده می‌شود.
کلا، از خشت خام ساخته شده و ملاطی که در آن استفاده شده با تخم گیاه «توتری» ـ که بسیار ریز می‌باشد و خاصیت چسبندگی فوق‌العاده‌ای دارد و احتمالاً از کوه‌های اطراف آورده می‌شده ـ، مخلوط شده که به استحکام و پایداری آن در برابر باران‌های تابستانی شدید منطقه و حتی زمین لرزه‌هایی که اتفاق افتاده، یاری رسانده‌است. البته نقش دیوارهای قطور یک متری و چوب تنهٔ بسیار محکم نخل که برای سقف استفاده شده را جهت استحکام آن نمی‌توان نادیده گرفت.
در باب امنیت قلعه، «تیرکش»‌های موجود در تمام قسمت‌های قلعه اعم از دیوارهای حیاط، بنای قلعه در طبقه‌های اول و دوم و حتی مکان‌های خاصی که مخصوص این کار جهت دیده بانی تعبیه شده، توجه انسان را به خود جلب می‌کند.
این تیرکش‌ها در دیوارهای ضخیم، راه باریکی را به صورت کمانی طی می‌کند تا جهت قرار دادن لولهٔ تفنگ و دید مناسب جهت شلیک مناسب باشد و از طرفی امنیت تیرانداز تا حدی تأمین شود. جالب اینکه تعداد این تیرکش‌ها بسیار زیاد است و جهت آن‌ها به طرف مکان‌های حساس است. مثلاً از بالای طبقهٔ دوم، به حیاط طبقهٔ اول و حتی از بالای سقف طبقهٔ دوم مستقیماً تیرکش‌هایی به سوی حیاط و در ورودی اصلی قلعه وجود دارد. سوراخ‌هایی که در نمای بیرونی قلعه در بالای برجک، دو طرف آن و همچنین کنار پنجره‌های برجک که مجموعاً هفت عدد می‌باشند، نمونه‌ای از این تیرکش‌ها هستند که ماهرانه در جای جای قلعه تعبیه شده‌اند.
بناهای زیادی دورا دور حیاط قلعه قرار دارند. این بناها که اغلب در دوطبقه بنا شده‌اند، شامل اتاق‌هایی متنوع و برای کاربردهای مختلف طراحی شده‌اند. اتاقجهای اقوام نزدیک حاکم، پیشکاران و غلامان شاه، انبار، مکان‌هایی که به منظور نگهداری از حیوانات اهلی که برای سوارکاری استفاده می‌شد و همچنین زندان جزئی از این مجموعه هستند. ارتفاع دیوار بیرونی این اتاق‌ها از بیرون قلعه حدود ۶متر می‌باشد. طول دیوار که کلا را محصور نموده‌است، ۴۸متر جنوبی و ۲۷متر شرقی است.

## بناهای اطراف کلا (قلعه)
همچنان که قبلاً اشاره شد، در جنوب قلعه (بیرون از حیاط اصلی) بناهای خاصی وجود دارد که بیشتر در مورد آن‌ها خواهیم گفت. تنها ورودی و خروجی قلعه که در قسمت جنوب واقع است، بعد از طی کمتر از ۲۰۰ متر مستقیماً به باغ مخصوص و بزرگ معروف حکام آن زمان منتهی می‌شود که اکنون حتی نخل‌های مقاوم آن خشکیده‌اند چه برسد به دیگر اشجار و نباتات! در جنوب شرقی قلعه، اکنون بنای خاصی وجود ندارد اما به گفتهٔ شواهد محلی، انبار بزرگی در این مکان جهت مصارف گوناگون از قبیل جمع‌آوری مالیات و… وجود داشته‌است. پایین‌تر، مسجد جامع قدیم روستاست که به دستور عالم فرزانه و مصلح روستا مولانا رحیم بخش (رح) در نیم قرن اخیر و در سال۱۳۵۳ بنا شده‌است.
و اما در جنوب غربی قلعه، ابتدا مسجدی موسوم به مسجد «ملا دینار» وجود دارد که به همراه مسجد ملاشکرا… از قدیم‌ترین مساجد سب‌اند. کمی پایین‌تر و در سمت جنوب، گنبدی دیده می‌شود که از آن به گنبد «حضرت حاج صاحب غوث» یاد می‌شود. در سمت شرقی و خارج گنبد، دو مقبرهٔ خاکی دیگر مشاهده می‌شود که مربوط به «ابوالفتح خان» برادر محمدشاه و «نوربی بی» دختر محمدشاه (آخرین حاکم قلعه) می‌باشند. گفته می‌شود که گنبد مذکور متعلق به عبدالرحیم جامی نوهٔ شاعر و عارف معروف «عبدالرحمن جامی» می‌باشد.
گویا عبدالرحیم به دلیل ارتباط معنوی (پیر و مریدی) با پدر ملا محمد مرشد از تربت جام به بلوچستان مسافرت می‌کند. چند سالی در جالق روزگار می‌گذراند، سال‌هایی نیز در هیدوچ اقامت می‌گزیند و هنگام مرض موت به شاگردان خود «ملا رحمت بن مير پردل خان رند دگارانی » و «ملا حبیب بن ملا رحمت رند دگارانی » وصیت می‌کند که وقتی از دنیا رفتم مرا بر مرکب خود سوار کنید، هر جا شب آنجا توقف کرد، مرا در همان‌جا دفن کنید. الاغ به طرف سب در حرکت است؛ در راه هنگام نماز عصر، حوالی روستای چدرگ می‌ایستد؛ سایه را اندازه می‌گیرند؛ هنگام نماز است!
نهایتاً الاغ حرکت می‌کند و جایی که اکنون در آنجا دفن است، میجایستد و تکفین و تدفین او صورت می‌گیرد. به دستور حاکم وقت بنایی ساخته می‌شود. گویا بعدها توسط «غلامرسول خان»، و توسط «استا حسن اطریشی» بنا تجدید می‌شود که البته بنای کنونی بنای ثانویه نیست و یک بار توسط طلاب علوم دینی به علت انجام اعمالی که با شرع اهل‌سنت سازگار نیست (از جمله نذر و نیاز و …)، تخریب شده و بنای کنونی بعدها توسط دولت جمهوری اسلامی ساخته شده‌است.
مقبرهٔ حضرت ملا محمد مرشد و ملاحسن حضرت در روستایی به نام محمدی که به یمن او به این نام مسما شده‌است، می‌باشد. جالب توجه‌است که بعدها بین حضرت ملا محمد مرشد و حضرت عبدالرحیم رابطهٔ سببی ایجاد می‌شود. مورد قابل ذکر دیگر این که طایفهٔ «صاحب»‌ها در دهک، گْوَرناگان و … خود را از اعقاب این بزرگواران می‌دانند.
درخت کهن‌سال و تنومند «سول» واقع در قسمت انتهایی سب -که از آن به سولان یاد می‌شود-، از دیگر جاذبه‌های طبیعی و گردش گری است. این سول، سال‌ها پیش به علت ارتفاع زیاد و بر اثر طوفان کنده شده‌است و اکنون تنهٔ قطور آن در محل وجود دارد.
گفتنی است این نوع سرو کوهی با نام علمی "juniperus"، به صورت معدود و پراکنده در خاک بلوچستان وجود دارد. شاخه‌های آن به صورت مارپیچ رشد می‌کنند و این باعث زیبایی دو چندان آن شده‌است. این نوع سرو در سرجو و ناهوگِ سراوان و همچنین در سنگان و دهپابید خاش مشاهده شده‌است. جالب این که هیچ‌یک از لحاظ تنومندی و قطر به اندازهٔ سول سب نمی‌رسند.

## حکام قلعه
در دوران مختلف این قلعه توسط حاکمان مکران، به قلمروشان اضافه می شد. در برخی مراحل توسط خود حاکم و در برخی مراحل توسط والی انتخاب شده.

###### حکام از سلاله هوت
- مصطفی بن هوت عومر
- وجداد بن هوت عومر
- میداد بن هوت عومر
- شیخ حاجی بن وجداد هوت

###### [۲]حکام قلعه از سلسله بلیدئی
والی ھایی كه توسط حاكمان بليدئی انتخاب شده بودند . 
- شيخ مراد خان بليدئی
- شیخ احمد خان بليدئی
- شیخ عبدالله خان بليدئی
- ملک نصرالدین بليدئی

###### حكم كردن  قلعه توسط اميران خاندان رند دگارانی
پس از بين رفتن حكومت ملوک هوت و تنازل از قلعه ، اين قلعه توسط كنفدراسيون ازد مكران ( رند دگارانی بليدئی بوسعيدی ) و در هر مقطع از زمان يک نفر از اين كنفدراسيون قبيله ای انتخاب ميشد که به ترتیب زیر می باشند:
۱-میر عاشق خان بن میر عالی بن میر آدینگ رند دگارانی
۲-میر ابراهیم خان بن میر عبدالله بن میر آدینگ رند دگارانی
۳-میر الله داد بن میر عاشق خان بن میر عالی رند دگارانی
۴-میر درواست شاه بن میر دادشاه بن میر حسین شاه بن میر سمه خان رند دگارانی
۵-میر واجه داد خان بن میر عاشق خان بن میر عالی رند دگارانی
۶-میر شیر خان بن میر ابراهیم خان بن میر رحمت خان بن میر ابراهیم خان رند دگارانی
۷-میر رحمت خان بن میر درواست شاه بن میر دادشاه رند دگارانی
در زمان حکم میر رحمت خان که مصادف شد با روی کار آمدن حکومت گیچکی مناطق تحت حکم قبیله رند دگارانی مانند کلگ و کایی، اپسی کهن،گیاب،تگران،مند و سیب به ایشان واگذار شد و غلام محمد روزی به عنوان والی کلگ و کایی و تگران،شیرمحمد کلملی خان به عنوان والی بلو و اپسی کهن، ملک دینار خان دوم گیچکی به عنوان حاکم قلعه سیب انتخاب شدند و مردم قبیله رند دگارانی به مناطق جدید از جمله: پیشین،هیدوچ،زیارت(هیدوچ)، بم پشت و بندر جاسک مستوطن شدند و حکم مستقلی را شروع کردند.
اما با این حال قسمتی از قلعه سیب و اراضی متعلق به قبیله رند دگارانی دست این خاندان ماند و مستقل از حکام گیچکی که امروزه به میرمراد زهی مشهورند بر مناطق تحت تصرف خود حکم راندند.
حکام قبیله رند دگارانی در سیب  در زمان حکم گیچکی:
۱-میر دادشاه گنگزار خان بن میر پردل خان بن میر رحمت خان رند دگارانی
۲-میر میرک بن میر محمد عاشق گنگزار بن میر میرک کبیر رند دگارانی
۳-میر غلام محمد بن میر محمد عاشق بن میر میرک کبیر رند دگارانی
۴-میر ملوک شاه بن میر میرک بن میر محمد عاشق گنگزار رند دگارانی(زمان ایشان قبیله رند دگارانی کامل از قلعه تنازل کردند.)

#### حکام قلعه از سلسله گیچکی طایفه میر مراد زهی
- ملک دینار خان گیچکی
- مراد خان اول
- محمد شاه اول
- غلام رسول خان
- محمد شاه دوم
- مراد خان دوم

## معرفی شهرسیب
این شهر از مرکز شهرستان سیب و سوران تنها ۷کیلومتر فاصله دارد که به جرئت می‌توان گفت مهم‌ترین علت بی‌توجهی به شهر سیب، همین فاصلهٔ کم بوده‌است.
موضوع دیگر در ارتباط با منطقه افول کشاورزی محدود منطقه -که اکنون منحصر به نخل می‌شود-، است که دلیل آن افت سطح آب‌های زیرزمینی در سال‌های اخیر است که به سیاست‌های غلط آبی اجرا شده در منطقهٔ موسوم به «چاهان» است که در غرب سوران قرار دارد. به علت کاهش ارتفاع از غرب به شرق، جهت سفره‌های آبی نیز به این جهت است. گفتنی ست در منطقهٔ چاهان که تنها حدود ۲۰ کیلومتر وسعت دارد، در دههٔ ۶۰ تنها با توجه به حاصلخیز بودن منطقه و بدون توجه به فاکتورهای دیگر از قبیل میزان بارندگی، نوع خاص خشک آب و هوا و…، بیش از ۴۶۰ حلقه چاه عمیق! جهت کشاورزی توسط دولت حفر شده که هنوز هم برداشت‌های بی‌رویه و بدون توجه به واقعیت‌های موجود، ادامه دارد و جالب اینکه محصولات عمدهٔ آن‌ها هندوانه، خربزه و نباتاتی است که احتیاج به آب فراوان دارند! که نتیجهٔ آن این بوده که به‌طور متوسط سالانه۸/۱ متر آب سفرهجهای زیرزمینی افت داشته‌اند و منطقه‌ای مانند سب را که علت نام‌گذاری این نام بر روستا فراوانی آب و چشمه بوده، در مدت زمان کمتر از ۲۰ سال چنان تحت تأثیر قرار داده که عمق چاه‌ها را برای دسترسی به آب به بیش از ۳۵ متر رسانده است! بدیهی است این مسئله اگر توسط صاحبان امر چاره اندیشی نشود، برای کل منطقه و شهرستان فاجعه‌ای به بار خواهد آورد که حل آن غیرممکن خواهد شد؛ بنابراین باید از اولویت‌های کاری والیان امر قرار گیرد.
اما در ارتباط با قلعه خوش بختانه در سال‌های اخیر توجهات بیشتری نسبت به این اثر شده‌است و فعالیت‌هایی صورت گرفته؛ از جمله کاهگل کردن سطح بنای اصلی و تعمیر بناهای درون حیاط قلعه و… البته برخی سهل انگاری‌های جبران‌ناپذیری نیز در حین کار صورت گرفته‌است. به‌طور مثال برای تمام در و پنجره‌های اتاق‌های قلعه، در چوبی خریداری شده و قطعاً این عمل با صرف هزینهٔ فراوان انجام شده‌است اما متأسفانه این درها و پنجره‌ها هیچ گونه شباهتی با نمونهٔ اصلی خود که مزین به انواع کنده کاری‌ها بوده‌اند، ندارند.
بسیاری اوقات، گردش گران با درهای بستهٔ قلعه روبه رو می‌شوند.